# Paramonova zentae
Paramonova zentae är en tvåvingeart som beskrevs av Kelsey 1975. Paramonova zentae ingår i släktet Paramonova och familjen fönsterflugor.
Artens utbredningsområde är Sydaustralien. Inga underarter finns listade i Catalogue of Life.